# Hateri (polític)
Hateri (en llatí Haterius) era un polític romà al que el Segon triumvirat, format per August, Marc Antoni i Lèpid l'any 43 aC va proscriure, després de ser traït per un dels seus esclaus (que va rebre la llibertat com a premi).
Van confiscar les seves terres, i més tard els seus fills les van voler recuperar, però l'antic esclau traïdor els va insultar. Aquesta insolència va despertar la simpatia del poble, i els triumvirs el van retornar a la seva condició d'esclau i el van donar a la família del seu antic amo.